# Jebeng
Jebeng is een bestuurslaag in het regentschap Ponorogo van de provincie Oost-Java, Indonesië. Jebeng telt 1684 inwoners (volkstelling 2010).